# شاه (ورق)
شاه یک ورق از ورق های بازی است که تصویری از شاه بر روی خود دارد. رتبه شاه در بازی‌هایی که با این ورق‌ها انجام می‌شود ۱۳ یا ۱۴ است که بالاتر از ورق ملکه قرار دارد. در برخی از بازی‌هایی که با ورق انجام می‌شود ، کارت شاه بالاترین رتبه را دارد. در باقی بازی‌ها ورق آس (ACE) بیشترین رتبه را دارد. در بازی‌های ( pinochle )،( schnapsen ) یا خیلی از بازیهای اروپایی ورق آس (ACE) و ورق‌های شماره دار دیگر از ورق شاه رتبه بالاتری دارند. شاه دل بخاطر آنکه شمشیر خود را در سر فروبرده است گاهی اوقات "شاه خودکشی کننده" نام دارد ، گرچه بر سر این موضوع که وسیله در دست پادشاه شمشیر است یا خیر ( شمشیر پادشاه است یا شخص دیگری آن شمشیر را به سمت پادشاه گرفته‌است ) بحث وجود دارد ، بنظر می‌رسد که کسی در حال کشتن پادشاه است ، که بعضی ها معتقدند که سرباز دل به ملکه علاقمند بوده و برای رسیدن به ملکه یا بی بی ، شاه دل را کشته است ، شاه دل تنها شاهی از شاه‌های ورق است که سبیل ندارد. نماد سبیل نماد سرسختی و مقتدر بودن بوده و چون شاه دل از روی احساسات تصمیم می‌گرفته بدون سبیل در ورق ترسیم شده است ، همینطور شاه خشت تنها شاهی است که در کارت بدون شمشیر نشان داده شده و بجای آن تبر بدست دارد ، از این رو به وی مردی با تبر گفته می‌شود. شاه پیک تنها شاهی است که به سمت راست نگاه می‌کند. همچنین شاه گشنیز تنها شاهی است که سلاحش بر روی زمین قرار گرفته‌است.
جالب است بدانید سرباز پیک تنها سربازیست که عصا در دست دارد.
در سری ورق‌های بازی فرانسوی ، هر کارت نام مخصوصی دارد. بخاطر آنکه تولید ورق‌های بازی در دوره حکومت چارلز یکم انگلستان تا چارلز دوم انگلستان در بریتانیا غیرقانونی بود ،  تا زمان شروع بازسازی انگلیسی اشکال در ورق‌های بازی انگلیسی برگرفته شده از اشکال در ورق‌های بازی فرانسوی بود. در طول دوره ای که از قرن یازدهم شروع شد تا قرن نوزدهم ، شرکت‌های ساخت کارت فرانسوی به هر کارت اسمی برگرفته از تاریخ یا اسطوره‌ها دادند.
| کارت | نام           | توضیحات                         |
| ---- | ------------- | ------------------------------- |
|      | داوود         | داوود نبی و پادشاه در کتاب مقدس |
|      | شارلمانی      | پادشاه امپراتوری مقدس روم       |
|      | سزار          | دیکتاتور جمهوری روم             |
|      | اسکندر مقدونی | پادشاه مقدونیه باستان           |

در خیلی از از بازی‌هایی که با ورق‌های بازی انجام می‌شود ، وقتی تمامی کارت‌ها به وسیلهٔ یک بازیکن جمع می‌شود اصطلاحاً به آن "چهار اسب سوار" میگویند.